# Déiver Machado
Déiver Andrés Machado Mena (Tadó, Chocó; 2 de septiembre de 1993) es un futbolista colombiano. Juega como lateral en el R. C. Lens de la Ligue 1 francesa.

## Trayectoria

### Inicios
Llegó a las divisiones inferiores del Atlético Nacional en el año 2011. Allí se destacó y fue ascendido el equipo profesional.
Su debut como profesional fue el 27 de octubre del año 2013 en un juego en que el equipo verdolaga perdió 0-1 contra el Boyacá Chicó en la ciudad de Medellín, y en el cual utilizó una nómina suplente.

### Alianza Petrolera
A inicios del año 2014 fue prestado al Alianza Petrolera, club en el cual se destacó a lo largo de toda la temporada. Debutaría el 27 de febrero en la victoria por la mínima como locales sobre el Junior de Barranquilla. Jugaría 28 partidos en el año con el club sin marcar gol y teniendo una destacada actuación.

### Millonarios

#### (2015)
A inicios del año 2015 es fichado por Millonarios, solicitado por el técnico argentino Ricardo Lunari. Machado, se hace fácilmente con el puesto en el 11 titular con Ricardo Lunari convirtiéndose en uno de los jugadores más destacados de la campaña del Torneo Apertura.
Para el segundo semestre, con la destitución de Ricardo Lunari y el arribo de Rubén Israel, machado se ve obligado a realizar labores más defensivas por lo cual su posición es tomada en algunos partidos por Luis Mosquera. El 10 de diciembre sería renovado su contrato por tres años con el club embajador.

#### (2016)
Su primer gol como profesional sería el 31 de enero por el Torneo Apertura en la victoria 3-0 sobre Patriotas Boyacá además de hacer una asistencia. Durante este torneo Machado retoma su nivel y gana la titularidad que había perdido con Héctor Quiñones anteriormente. Consiguió el llamado de la Selección Colombia sub-23 de cara a los Juegos Olímpicos 2016 donde disputa dos partidos sin anotar goles.
Posteriormente con la llegada de Diego Cocca al banquillo embajador, machado vuelve a tener más libertad en el ataque y dejaría las labores defensivas. El lateral finaliza el 2016 con un buen rendimiento y un llamado a un micro-ciclo de la Selección Colombia de mayores.

#### (2017)
El 1 de febrero de 2017 debuta en la Copa Libertadores de América, perdiendo el partido de ida de la primera fase por la mínima frente a Athletico Paranaense en Brasil. Volvería a marcar un gol el 12 de febrero en la goleada 3-0 sobre el Atlético Bucaramanga. También le anota un gol a Santa Fe para sellar la victoria 3-0 en el clásico capitalino.

### Gante
El 17 de julio es confirmado como nuevo jugador del K. A. A. Gante de la Primera División de Bélgica. Debutó el 6 de agosto en la derrota por la mínima como locales frente al Royal Antwerp.

### Atlético Nacional
El 6 de julio de 2018 fue presentado como nuevo jugador del Atlético Nacional de la Categoría Primera A volviendo a Colombia. Debuta el 25 de julio en la derrota 1-2 como locales frente al Deportes Tolima.

### Toulouse F. C.
El 25 de agosto de 2020 se confirmó como nuevo jugador del Toulouse F. C. de la Ligue 2 de Francia. Debutó el 29 de agosto en la derrota 5-3 como visitantes ante Grenoble Foot 38. El 15 de febrero de 2021 marcó su primer gol con el club en la victoria 3 por 0 sobre el A. C. Ajaccio, volviendo a marcar el 27 de mayo en la derrota 1-2 como locales ante el F. C. Nantes. Al final perdieron el repechaje por el ascenso siguiendo una temporada más en segunda división.

### R. C. Lens
Para la temporada siguiente se convirtió en nuevo jugador R. C. Lens de la Ligue 1.

## Selección nacional

### Categoría inferiores
Jugó los Juegos Olímpicos de Río de Janeiro 2016 con la selección de fútbol sub-23 de Colombia en el que llegarían a los cuartos de final donde fueron eliminados por los locales.

#### Participaciones enJuegos Olímpicos
| Torneo                        | Categoría                 | Sede                      | Resultado                 | PJ | GA | Asis |
| ----------------------------- | ------------------------- | ------------------------- | ------------------------- | -- | -- | ---- |
| Repesca Juegos Olímpicos 2016 | Sub-23                    | Colombia                  | Clasificado               | 1  | 0  | 0    |
| Juegos Olímpicos 2016         | Sub-23                    | Río de Janeiro, Brasil    | Cuartos de final          | 3  | 0  | 0    |
| Total en Juegos Olímpicos     | Total en Juegos Olímpicos | Total en Juegos Olímpicos | Total en Juegos Olímpicos | 4  | 0  | 0    |

### Selección absoluta
El 28 de agosto de 2018 recibe su primera convocatoria a la selección de Colombia para los amistosos ante la selección de Venezuela y la selección de Argentina por el DT encargado Arturo Reyes Montero. Debutó el 11 de septiembre como titular en el empate sin goles frente a Argentina.

#### Participaciones enEliminatorias al Mundial
| Eliminatoria                               | Sede del Mundial                | Posición      | Resultado  | PJ | GA | Asis |
| ------------------------------------------ | ------------------------------- | ------------- | ---------- | -- | -- | ---- |
| Eliminatorias Mundial de Norteamérica 2026 | Estados Unidos, México y Canadá | 6°lugar 22pts | En disputa | 5  | 0  | 0    |

#### Participaciones enCopas América
| Torneo            | Sede           | Resultado  | PJ | GA | Asis |
| ----------------- | -------------- | ---------- | -- | -- | ---- |
| Copa América 2024 | Estados Unidos | Subcampeón | 1  | 0  | 0    |

## Estadísticas

### Clubes
| Club                         | Div.          | Temporada     | Liga  | Liga  | Liga   | Copas nacionales | Copas nacionales | Copas nacionales | Copas internacionales | Copas internacionales | Copas internacionales | Total | Total | Total  |
| Club                         | Div.          | Temporada     | Part. | Goles | Asist. | Part.            | Goles            | Asist.           | Part.                 | Goles                 | Asist.                | Part. | Goles | Asist. |
| ---------------------------- | ------------- | ------------- | ----- | ----- | ------ | ---------------- | ---------------- | ---------------- | --------------------- | --------------------- | --------------------- | ----- | ----- | ------ |
| Atlético Nacional · Colombia | 1.ª           | 2013          | 2     | 0     | 0      | -                | -                | -                | -                     | -                     | -                     | 2     | 0     | 0      |
| Atlético Nacional · Colombia | Total club    | Total club    | 2     | 0     | 0      | -                | -                | -                | -                     | -                     | -                     | 2     | 0     | 0      |
| Alianza Petrolera · Colombia | 1.ª           | 2014          | 24    | 0     | 1      | 4                | 0                | 0                | -                     | -                     | -                     | 28    | 0     | 1      |
| Alianza Petrolera · Colombia | Total club    | Total club    | 24    | 0     | 1      | 4                | 0                | 0                | -                     | -                     | -                     | 28    | 0     | 1      |
| Millonarios · Colombia       | 1.ª           | 2015          | 32    | 0     | 0      | 2                | 0                | 0                | -                     | -                     | -                     | 34    | 0     | 0      |
| Millonarios · Colombia       | 1.ª           | 2016          | 29    | 2     | 3      | 2                | 0                | 0                | -                     | -                     | -                     | 31    | 2     | 3      |
| Millonarios · Colombia       | 1.ª           | 2017          | 23    | 2     | 3      | -                | -                | -                | 2                     | 0                     | 0                     | 25    | 2     | 3      |
| Millonarios · Colombia       | Total club    | Total club    | 84    | 4     | 6      | 4                | 0                | 0                | 2                     | 0                     | 0                     | 90    | 4     | 6      |
| K. A. A. Gante · Bélgica     | 1.ª           | 2017-18       | 12    | 0     | 1      | 3                | 0                | 1                | -                     | -                     | -                     | 15    | 0     | 2      |
| K. A. A. Gante · Bélgica     | Total club    | Total club    | 12    | 0     | 1      | 3                | 0                | 1                | -                     | -                     | -                     | 15    | 0     | 2      |
| Atlético Nacional · Colombia | 1.ª           | 2018          | 14    | 0     | 1      | 4                | 0                | 0                | 2                     | 0                     | 0                     | 20    | 0     | 1      |
| Atlético Nacional · Colombia | 1.ª           | 2019          | 19    | 0     | 0      | -                | -                | -                | 6                     | 0                     | 1                     | 25    | 0     | 1      |
| Atlético Nacional · Colombia | Total club    | Total club    | 33    | 0     | 1      | 4                | 0                | 0                | 8                     | 0                     | 1                     | 45    | 0     | 2      |
| Toulouse F. C. Francia       | 2.ª           | 2020-21       | 33    | 1     | 6      | 2                | 1                | 0                | -                     | -                     | -                     | 35    | 2     | 6      |
| Toulouse F. C. Francia       | Total club    | Total club    | 33    | 1     | 6      | 2                | 1                | 0                | -                     | -                     | -                     | 35    | 2     | 6      |
| R. C. Lens Francia           | 1.ª           | 2021-22       | 22    | 0     | 1      | -                | -                | -                | -                     | -                     | -                     | 22    | 0     | 1      |
| R. C. Lens Francia           | 1.ª           | 2022-23       | 33    | 4     | 3      | 3                | 0                | 0                | -                     | -                     | -                     | 36    | 4     | 3      |
| R. C. Lens Francia           | 1.ª           | 2023-24       | 19    | 4     | 0      | -                | -                | -                | 5                     | 0                     | 0                     | 24    | 4     | 0      |
| R. C. Lens Francia           | 1.ª           | 2024-25       | 27    | 1     | 4      | 1                | 0                | 0                | 5                     | 0                     | 0                     | 33    | 1     | 4      |
| R. C. Lens Francia           | Total club    | Total club    | 101   | 9     | 8      | 4                | 0                | 0                | 10                    | 0                     | 0                     | 115   | 9     | 8      |
| Total carrera                | Total carrera | Total carrera | 289   | 14    | 23     | 21               | 1                | 1                | 20                    | 0                     | 1                     | 331   | 15    | 25     |

### Selección
| Selección           | Año               | Amistosos | Amistosos | Amistosos | Copa América | Copa América | Copa América | Copa Mundial | Copa Mundial | Copa Mundial | Eliminatorias Mundialistas | Eliminatorias Mundialistas | Eliminatorias Mundialistas | Total | Total | Total |
| Selección           | Año               | Part.     | Goles     | Asis.     | Part.        | Goles        | Asis.        | Part.        | Goles        | Asis.        | Part.                      | Goles                      | Asis.                      | Part. | Goles | Asis. |
| ------------------- | ----------------- | --------- | --------- | --------- | ------------ | ------------ | ------------ | ------------ | ------------ | ------------ | -------------------------- | -------------------------- | -------------------------- | ----- | ----- | ----- |
| Sub-23 · Colombia   |                   |           |           |           |              |              |              |              |              |              |                            |                            |                            |       |       |       |
| 2016                | —                 | —         | —         | —         | —            | —            | 3            | 0            | 0            | 1            | 0                          | 0                          | 4                          | 0     | 0     |       |
| Total               | —                 | —         | —         | —         | —            | —            | 3            | 0            | 0            | 1            | 0                          | 0                          | 4                          | 0     | 0     |       |
| Absoluta · Colombia |                   |           |           |           |              |              |              |              |              |              |                            |                            |                            |       |       |       |
| 2018                | 2                 | 0         | 0         | —         | —            | —            | —            | —            | —            | —            | —                          | —                          | 2                          | 0     | 0     |       |
| 2019                | 1                 | 0         | 0         | —         | —            | —            | —            | —            | —            | —            | —                          | —                          | 1                          | 0     | 0     |       |
| 2023                | 2                 | 0         | 1         | —         | —            | —            | —            | —            | —            | 4            | 0                          | 0                          | 6                          | 0     | 1     |       |
| 2024                | 1                 | 0         | 1         | 1         | 0            | 0            | —            | —            | —            | 0            | 0                          | 0                          | 2                          | 0     | 1     |       |
| 2025                | —                 | —         | —         | —         | —            | —            | —            | —            | —            | 1            | 0                          | 0                          | 1                          | 0     | 0     |       |
| Total               | 6                 | 0         | 2         | 1         | 0            | 0            | —            | —            | —            | 5            | 0                          | 0                          | 12                         | 0     | 2     |       |
| Total en Colombia   | Total en Colombia | 6         | 0         | 2         | 1            | 0            | 0            | 3            | 0            | 0            | 6                          | 0                          | 0                          | 16    | 0     | 2     |

## Palmarés

### Títulos nacionales
| Título              | Club              | País     | Año  |
| ------------------- | ----------------- | -------- | ---- |
| Copa Colombia       | Atlético Nacional | Colombia | 2013 |
| Torneo Finalización | Atlético Nacional | Colombia | 2013 |
| Copa Colombia       | Atlético Nacional | Colombia | 2018 |